# Gonçalo Miguel Reyes Dias
Gonçalo Miguel Reyes Dias (sinh ngày 30 tháng 1 năm 1993) là một cầu thủ bóng đá người Bồ Đào Nha thi đấu cho Operário, ở vị trí tiền vệ.